# 運賃箱

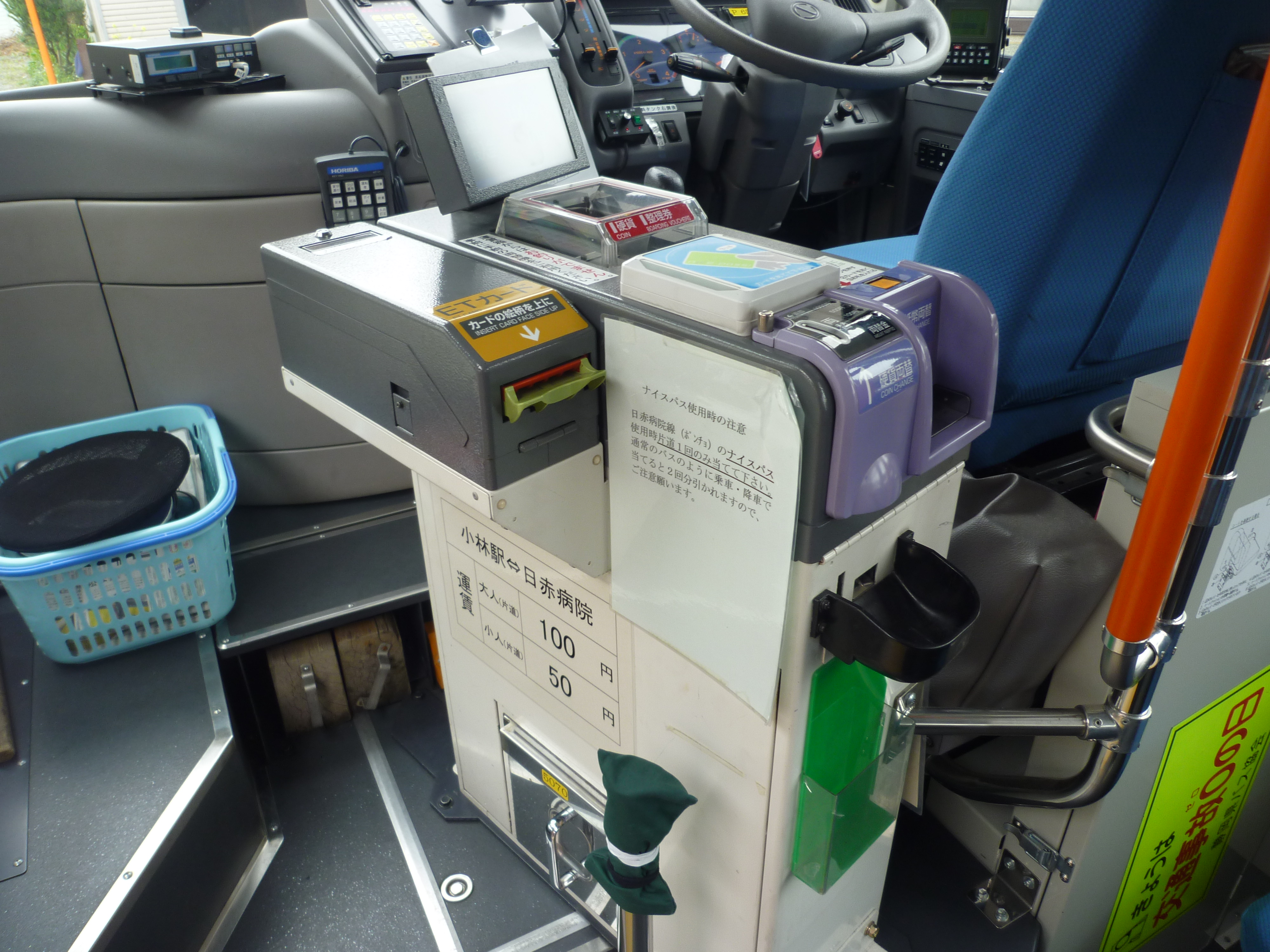
レシップ製（入金ボタン付・日本初の液晶画面付）

運賃箱（うんちんばこ）とは、ワンマン運転を実施している路線バス・旅客列車内での運賃収受を簡便かつ厳正に行うために設置されている機械装置。また、車掌が乗務している旅客列車においても、車内精算を行う事業者局では運賃箱を設置している場合がある。事業者局によっては料金箱・料金機・乗車料金収納機などと呼んでいるところもある。

## 概要

### 運賃収受の方式
運賃の収受はもともと車掌が行っていた。運賃箱はワンマン運転を行う路線バスや旅客列車、車掌が乗務して車内精算を行う一部の旅客列車において、乗車券を持っていない旅客から直接現金で運賃を収受するための装置である。きっぷや運賃の投入は一般に旅客自身が行い、乗務員が手で受け取ることは着服（横領）防止の観点から原則として禁止されている（「手受け」の記事を参照）。
なお、路線バスの運賃収受の方式には、このほかヨーロッパの都市公共交通などで採用されている信用乗車方式やブラジルのクリチバ市の路線バスなどで採用されている車外収受方式もある。ヨーロッパのバス事業では信用乗車方式が採用されていてもバス車内での一回券の現金扱いについては認めている場合もあるが運転手が手動で精算することが多い。
JR東海バスでは、インターネット予約やQRコード決済の利用が増加して、運賃箱の利用者が1便あたり1.8件と低下していたことから、2024年の新紙幣導入に合わせて運賃箱を廃止し、現金払いの希望者は運転士の手動対応で行うこととなった。

### 運賃箱による運賃の収受
路線バスの乗降扉は前扉と中扉の2か所に設けられていることが多く、運賃箱による運賃の支払方法には主として次のような種類がある。
- 前乗り中降り方式
  - 乗客はバスの前扉から乗車して運賃を支払い、目的地で中扉から下車する方式[4]。
  - 均一運賃では先払いが合理的として前乗り中降り方式が採用されることが多い[3]。ハワイやマカオ（マカオ半島内エリア）の路線バスも均一運賃となっており前扉から乗車して運賃を支払い後扉から下車する方式がとられている[5][6]。
  - 均一運賃でない路線でも、周辺の路線との統一その他の事情により、乗車時に乗客が降車地を申告したうえで運賃を支払う例がある[7]。ただし、日本では2010年代以降のIC乗車カード普及により、支払額の設定に時間を要するようになったことなどもあり、中乗り前降り方式へ変更する例も見られる[8]。
- 中乗り前降り方式
  - 現金払いの場合には、乗客は中扉から乗車して整理券を取り、目的地で運賃表と照合して運賃を支払い、前扉から降りる[4]。事業者によっては均一運賃でも中乗り前降り方式を採用する会社もある。この方式を採用するバス会社のほとんどは両替方式を採用していて、運賃ぴったりの現金がない場合は降りる前に両替をする必要がある。[9]
  - 非接触式カードでの支払いの場合には、乗客は中扉から乗車して読取機でカードに乗車記録を行い、目的地で読取機により精算して前扉から降りる[4]。

## 基本機能
- 運賃投入口より貨幣・回数券・整理券を受け入れる。
  - 日本のバスに設置されている運賃箱は複数枚の硬貨を一括して投入できる運賃箱が一般的だが、アメリカ合衆国のバスでは複数枚の硬貨を一括して受け入れることができる機種は普及しておらず硬貨を一枚ずつ投入する運賃箱が一般的である[10]。
  - 鉄道の場合、有人駅もしくはワンマン運転可能車両を使用してのツーマン運転での運用時には投入口の部分に蓋をすることが出来るようになっている場合がある。切符もしくは運賃は有人駅の駅員もしくは車掌が回収・収受する。
- 投入された貨幣の保管（金庫）
  - 装置の下部には着脱可能な金庫が設けられており、乗務前に取り付け、乗務が終了すると現金箱を取り外す。金庫を取り付けないと構造的に機能しないものが多い。取り外すには、特殊な操作が必要で、利用者による金庫の盗難を防いでいる。また、金庫を取り外すと、金庫は自動施錠され、営業所にある運賃収納機や特殊な開錠装置を使用しない限り、運転士や営業所所員自身も、金庫内の現金類を直接手で扱うことはできない。金庫は事務所に引き渡すことになるが、具体的な運用は、事業者による。
  - ある程度の規模のバスを保有するバス会社では、取り外した金庫を運転士自身が挿入すると、開錠され、自動的に大金庫に納金する装置が普及している。このとき、硬貨・紙幣を計数し、金庫内蔵のメモリーとの誤差がないことを確認する機能や、紙幣や紙回数券などを分離して回収する機能がついたもの、後述するICカード乗車券用のデータを同時に更新する機能のついた専用機器が普及している。また、装備員と呼ばれる別の係員が運賃箱を取り扱う場合や、鍵が営業所で一括管理されていることが多い。ワンマン運転を行う鉄道で、運賃箱で運賃を収受する鉄道会社では、運転士は運賃箱の金庫自体を扱わず、車両の入庫時や終着駅到着時に保守担当員や駅係員が運賃箱を回収するケースも見られる。
  - なお、アメリカ合衆国では外装の素材にステンレスを用いた運賃箱が一般的である[10]。

## 付加機能

### 精算機能・両替機能
現金払いの場合には支払いまでに小銭を用意する必要がある。
多くの国の路線バスの運賃箱には精算機能も両替機能もないことが多い。ハワイ（オアフ島）やマカオ（半島内）の路線バスは均一運賃で前払いだが精算機能や両替機能はなく乗車前に小銭を準備しておく必要がある。
これに対し日本の路線バスでは一般的に運賃箱に付属した両替機で両替してから乗客が運賃額を取り分けて運賃箱に支払うシステムになっている。高速バスでは高額紙幣の読み取りが可能な紙幣投入口を装備する機種もある。一般路線では高額紙幣の両替やつり銭が必要な運賃の精算が不可能であり、高額紙幣が必要になるほど運賃が高額になることがあまりないためICカードの入金に利用されるのがほとんどである。また、二千円札の読み取りが可能かどうかは事業者によって異なる。
日本の東京都内の路線バスの均一運賃エリアなどでは運賃投入口にそのまま現金を投入すれば自動で精算してお釣りを出す機能をもつ運賃箱が導入されている例もある。整理券方式の多区間運賃では事前両替による降車時間短縮のため両替方式が主流だが、後述のバーコード整理券による運賃読み取りを前提として、お釣りを自動で払い出す運賃箱に切り替える例も平成末期より存在する。

### プリペイドカード・ICカード精算機能
- プリペイドカード、ICカードなどの読み取り・書き込み
  - ICカードの入金(チャージ)
    - 入金時には乗務員に申告するタイプが多いが、遠州鉄道（ナイスパス）や小田急バス（PASMO）、多くの路面電車では「入金ボタン」（呼称は会社毎に異なる）を設置し申告無しに入金できる。

  - IC一日乗車券の発行
    - その日に利用する一日乗車券の情報をICカードに付与する。乗務員が運賃箱の操作をしてからカードをタッチさせる事で付与が完了する。
- プリペイドカードの販売
  - 指定された紙幣を投入してボタンを押すと、カード取り出し口よりカードが出てくる。

最近の一部の金庫には、バスカードやICカード乗車券用の利用実績データやネガティブデータ（ブラックリストカードデータ）や、収納金額を金庫内蔵のメモリーに記憶、納金機処理時に照合する機能がついているものもある。記憶されたデータは、納金機処理時に、自動的にダウンロードされ、精算データとして活用される。また、運賃が紙幣を使用する金額になる場合、以前は整理券同様硬貨と共に同じ投入口に入れる形がほとんどであったが、ICカード対応の運賃箱の場合は、運転手が操作した上で、両替やチャージの際に使用する紙幣投入口に運賃のうちの紙幣分を扱う操作を行う事業者も出てきている。

### その他の機能
- 各種情報（運賃・投入金・カード残額など）の表示
  - 7セグメントLEDによる表示が主流であるが、ICカードシステムの導入により幅広い情報の表示が可能な液晶ディスプレイを装備する機種が増えている。これは、レシップが、ICカードEG1CARD（後のナイスパス）を導入する遠州鉄道と共同で開発したNF-3型運賃箱が日本初である。
- 整理券番号の読み取り。整理券に印刷されたバーコードを利用して整理券投入後に降車時の運賃をディスプレイに表示して、乗客が運賃表で運賃を確認する負担を軽減する。
- 乗車券および領収証の発行（前払い乗車方式の高速バス、高槻市営バス、都営バスの一日乗車券）
- 遅延証明書の発行（高槻市営バス）

## 主なメーカー

### 現在製造中のメーカー
- レシップ
- 小田原機器
- サクサ（旧：田村電機製作所）
- クラリオン
- 一水製作所
- オムロン

### 過去に製造していたメーカー
- 日本電気ホームエレクトロニクス - 運賃箱製造はサクサに譲渡
- 稲垣工業

## ギャラリー

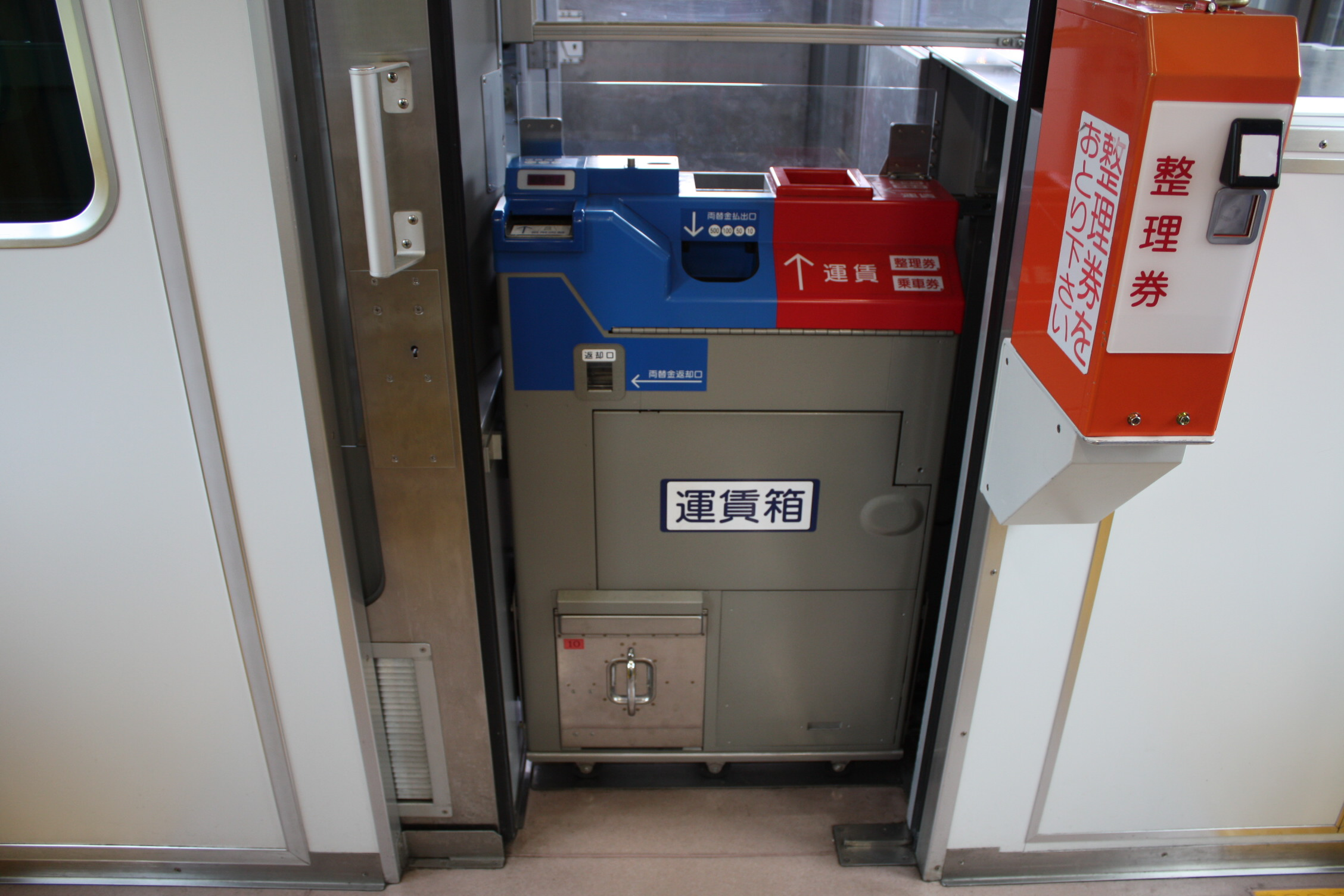
JR東日本キハE130系気動車に備え付けてある運賃箱
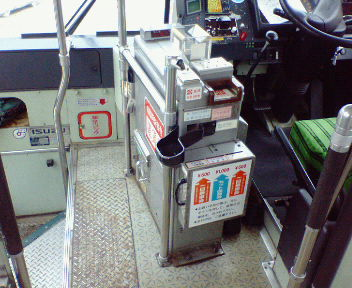
現：レシップ製の運賃箱（自動券売機機能付）
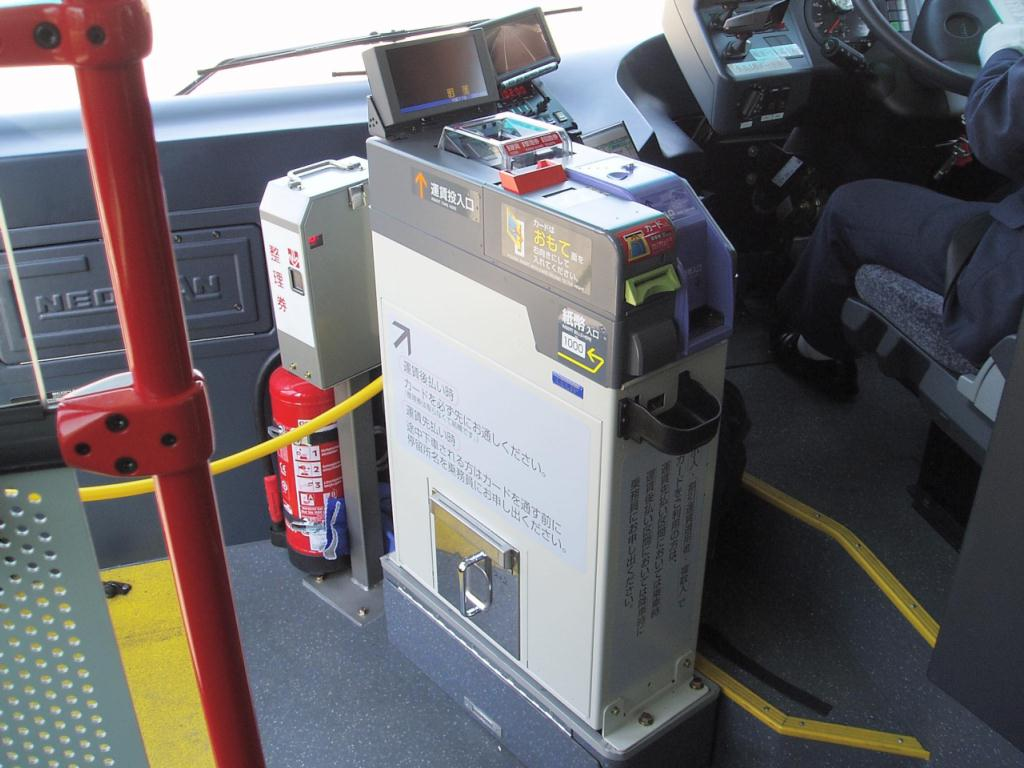
レシップ製NF-3型運賃箱
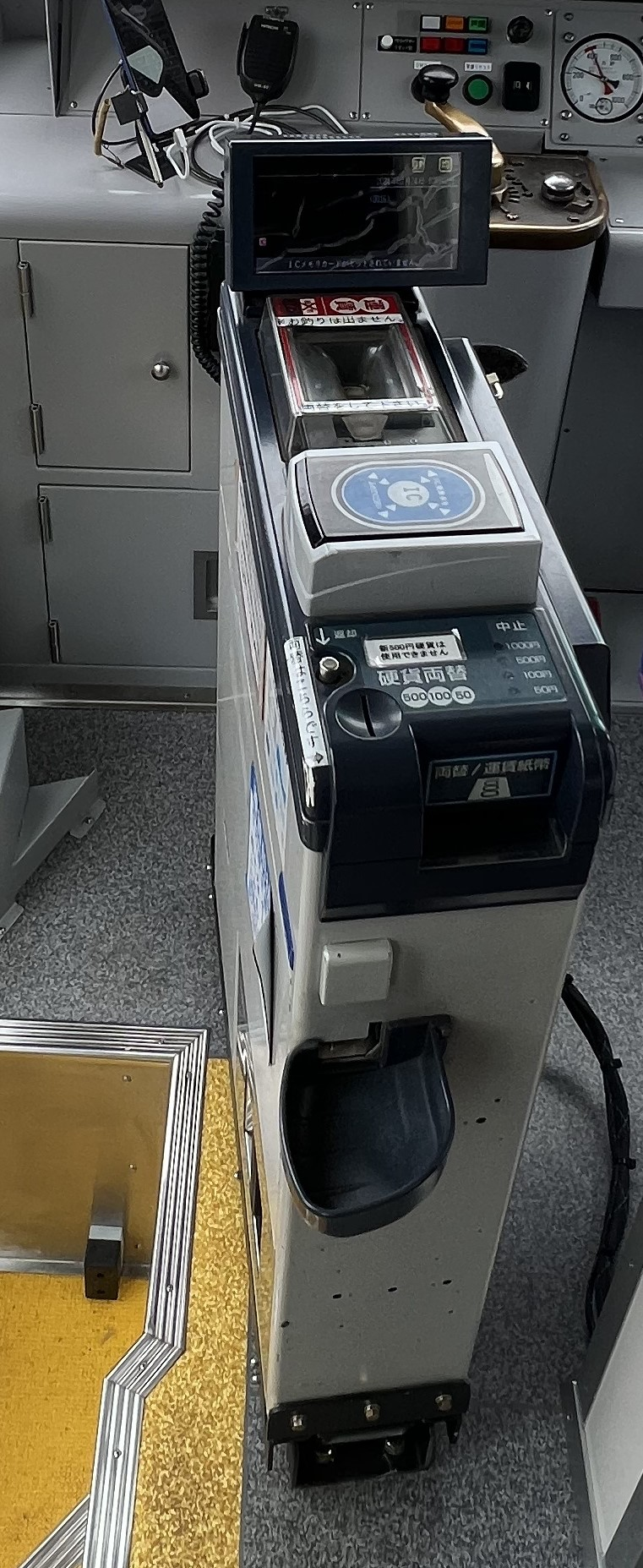
レシップ製LF-C型運賃箱
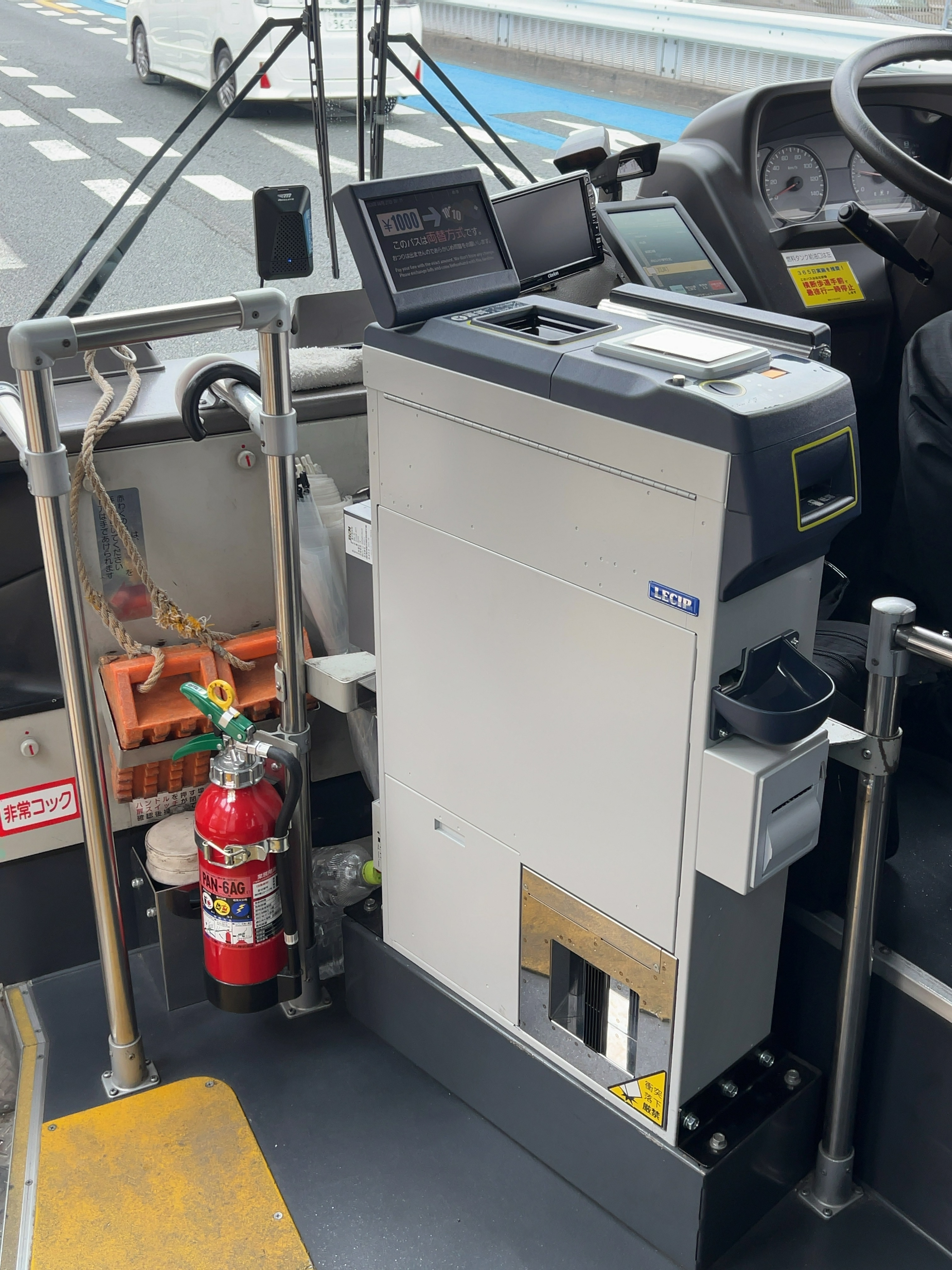
レシップ製LFZ-C型運賃箱
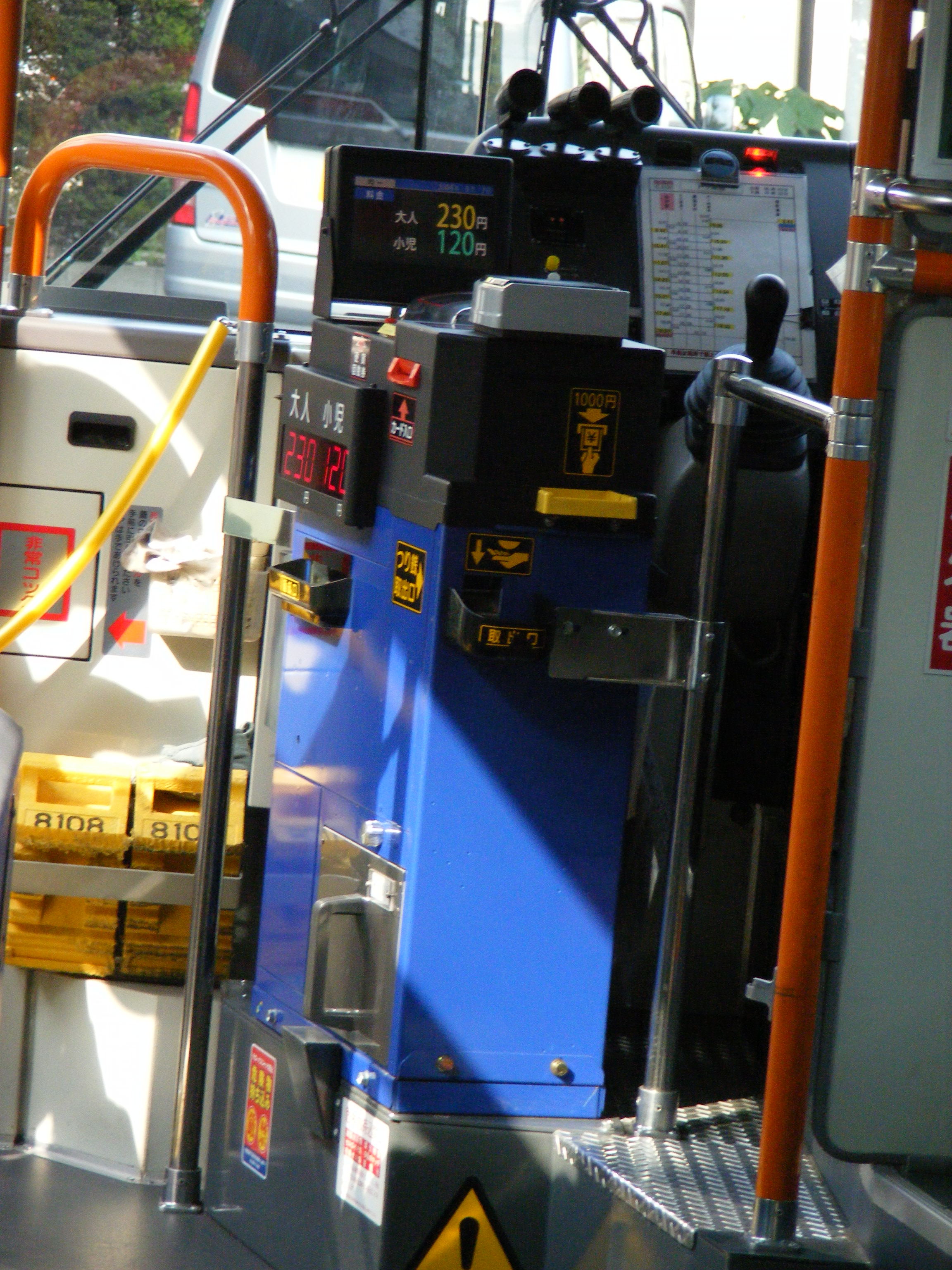
サクサ製
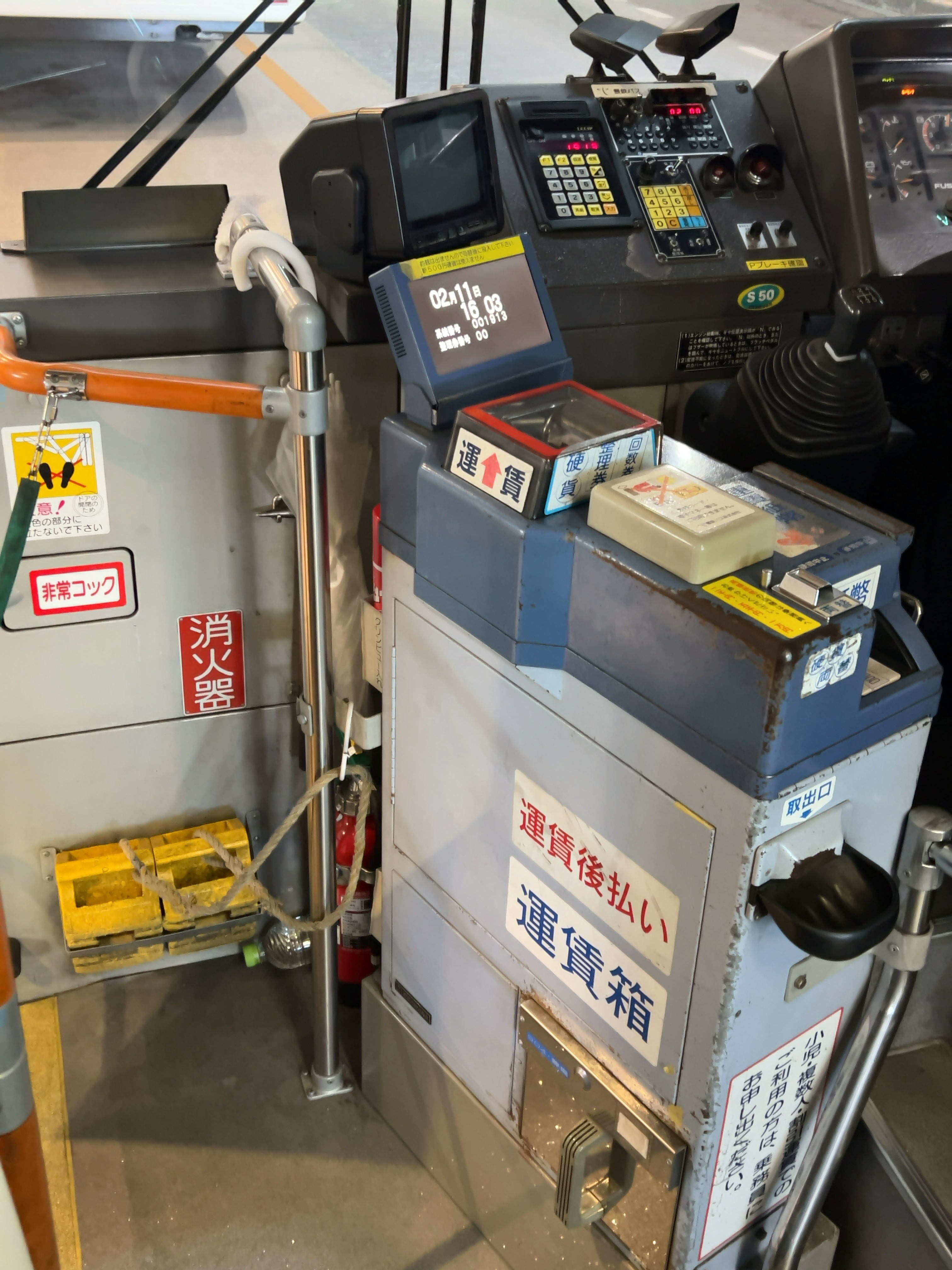
小田原機器製RX-FAN運賃箱
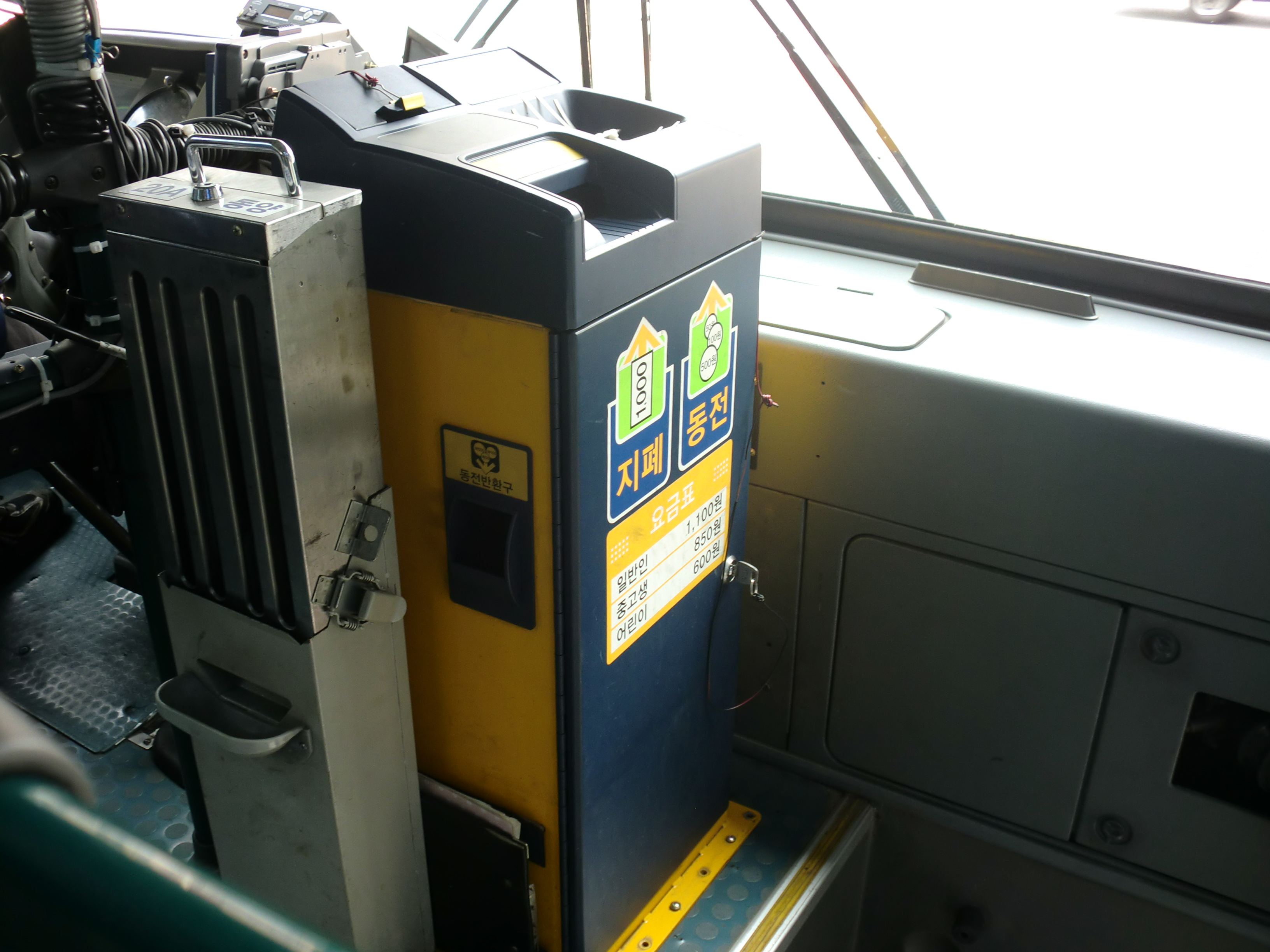
韓国・昌原市内バスの運賃箱（左の銀色の箱が釣銭払出専用機）
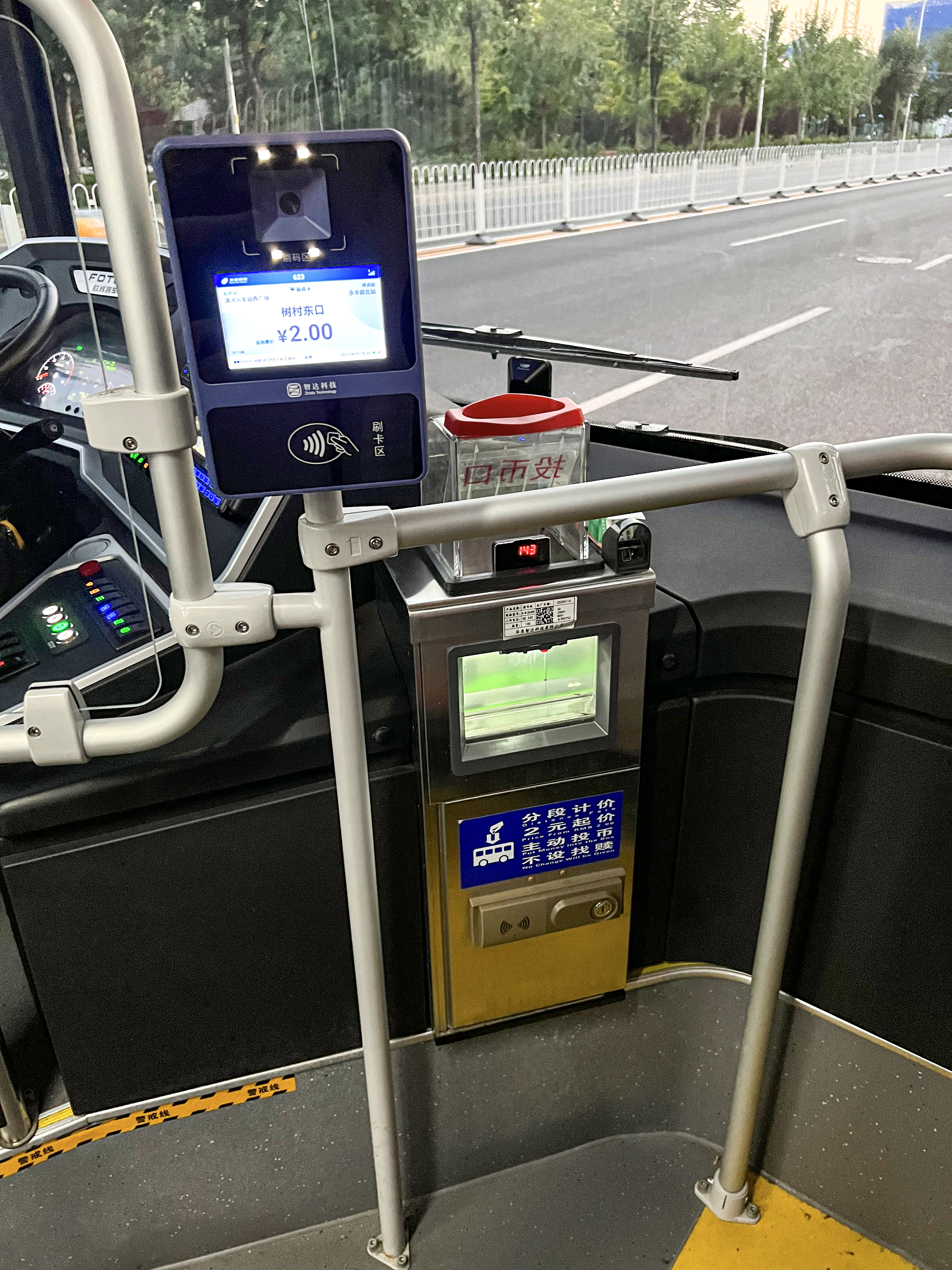
中国・北京市内バスの運賃箱
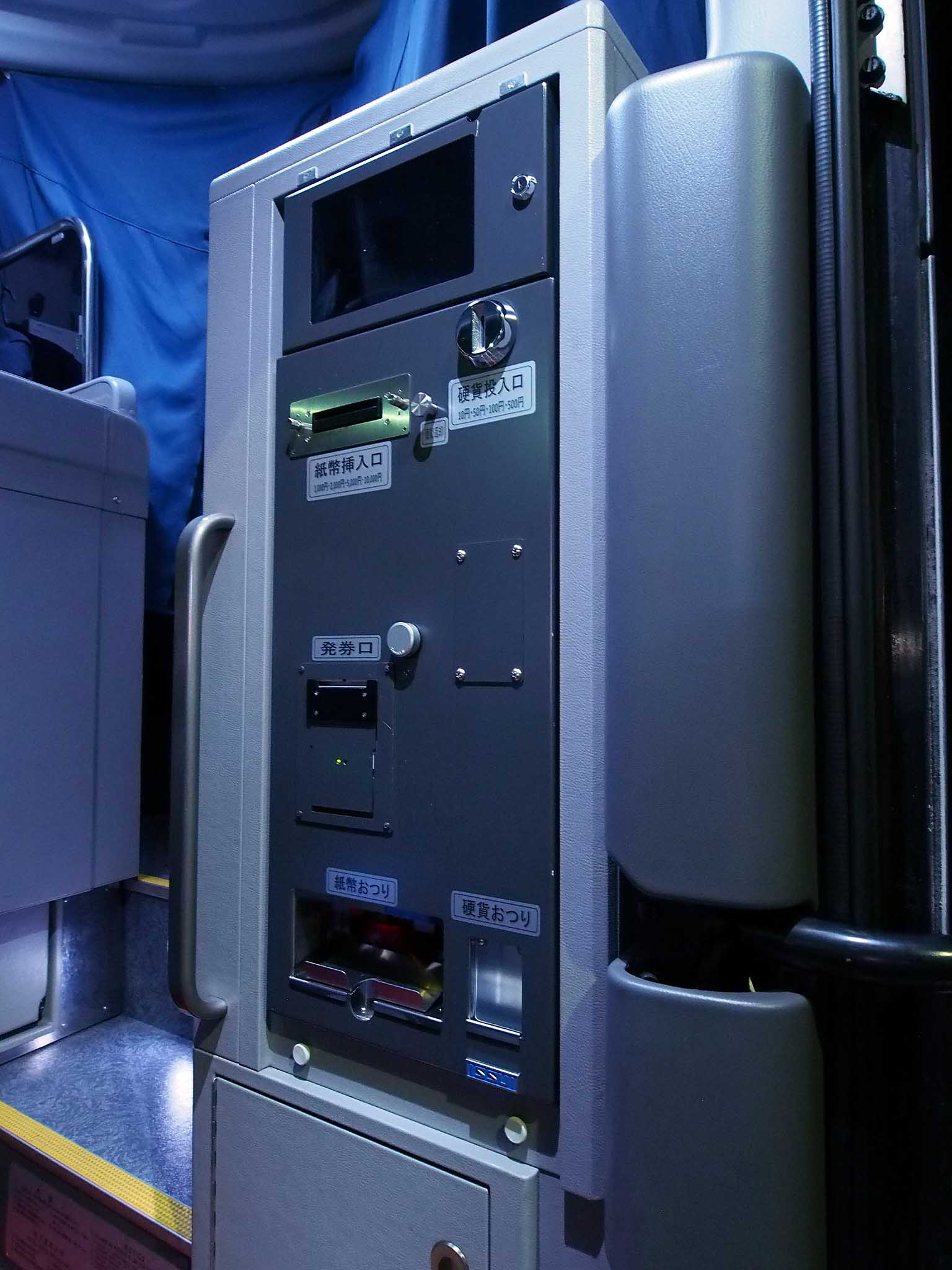
一水製作所製NHAV2